# Владимир Ковачевич
Владимир «Владиця» Ковачевич (серб. Владимир „Владица“ Ковачевић, нар. 7 січня 1940, Іваніца) — югославський футболіст, що грав на позиції нападника. По завершенні ігрової кар'єри — футбольний тренер.
Більшу частину кар'єри виступав на батьківщині за клуб «Партизан», а також національну збірну Югославії. Крім цього недовго грав у Франції за клуби «Нант» та «Анже» і тренував «Ліон».

## Клубна кар'єра
Народився 7 січня 1940 року в містечку Іваніца, Королівство Югославія (нині — Сербія). Ковачевич почав свою футбольну кар'єру в п'ятнадцятирічному віці в белградському «Партизані».
У першій команді «Партизана» він дебютував у сезоні 1958/59 років. В тому сезоні «Партизан» посів друге місце у чемпіонаті Югославії, а Ковачевич зіграв чотири матчі. В наступному сезоні з можливих 22 матчів він зіграв 18 і забив сім голів.
Ковачевич був частиною «золотого покоління» «Партизана» на чолі з тренером Флоріаном Матекало. Гравці «Партизана» того покоління були названі «дітьми „Партизана“». За «Партизан» Ковачевич зіграв в цілому 487 матчів і забив 319 голів, а також виграв чотири чемпіонати Югославії.
У Кубку європейських чемпіонів сезону 1965/66 «Партизан» грав у фіналі, де поступився мадридському «Реалу» з рахунком 2:1.
Наприкінці сезону після Кубка європейських чемпіонів більшість гравців «Партизана» виїхали за кордон. Владиця Ковачевич вирушив у Францію, Нант, де він зіграв один сезон за однойменний клуб. У сезоні 1966/67 він зіграв двадцять дев'ять матчів і забив вісім голів за «Нант». У тому сезоні «Нант» посів друге місце у чемпіонаті Франції.
Після одного сезону, проведеного у «Нанті», Ковачевич відправився відбувати військову службу, після чого знову зіграв три сезони за «Партизан». Після «Партизана» він знову поїхав за кордон до Франції, але цього разу в «Анже». У сезоні 1970/71 з 20 голами за команду він став найкращим бомбардиром клубу і сьомим бомбардиром в чемпіонаті Франції того сезону. У «Анже» він провів три сезони й в 1972 році завершив активну ігрову кар'єру.

## Виступи за збірну
10 квітня 1960 року дебютував в офіційних матчах у складі національної збірної Югославії в рамках кваліфікації до Олімпійських ігор проти Ізраїлю (1:2) в Белграді.
У складі збірної був учасником чемпіонату світу 1962 року у Чилі. На турнірі Владимир зіграв два матчі, а його команда посіла четверте місце, програвши у матчі за бронзу з мінімальним рахунком господарці турніру.
Останній матч за збірну він зіграв 16 червня 1965 року в Осло проти Норвегії у відбірковому матчі чемпіонаті світу. Югославія програла з рахунком 3:0.
Всього протягом кар'єри у національній команді, яка тривала 6 років, провів у формі головної команди країни лише 13 матчів, забивши 2 голи.

## Кар'єра тренера
У період з листопада 1981 по лютий 1983 року Ковачевич був тренером французького клубу «Ліон».
Решту своєї тренерської кар'єри він провів на різних позиціях у тренерському штабі «Партизана». У відставку він пішов у 2008 році через сорок років, футбольної діяльності.

## Досягнення
- Чемпіон Югославії: 1958-59, 1960-61, 1961-62, 1962-63, 1964-65.
- Фіналіст Кубка європейських чемпіонів: 1966.
- Півфіналіст чемпіонату світу: 1962
- Найкращий бомбардир Кубка європейських чемпіонів: 1964 (7 голів[8])